# Pitcairnia altensteinii
Espèce
Classification phylogénétique
Pitcairnia altensteinii est une espèce de plante de la famille des Bromeliaceae, endémique du Venezuela.

## Distribution
L'espèce se rencontre dans l'État d'Aragua et le District capitale de Caracas au Venezuela.